# Ливадар Олександр Іванович
Олекса́ндр Іва́нович Ливада́р (нар. 1 жовтня 1993 — пом. 25 січня 2015) — солдат Збройних Сил України, учасник російсько-української війни.

## Життєпис
Закінчив Доманівську ЗОШ № 2, рік служив у ЗСУ.
19 березня 2014-го у зв'язку з окупацією Криму Росією мобілізований, 19 червня звільнений в запас. 31 липня знову мобілізований, проходив службу в зоні бойових дій.
Солдат, старший стрілець 28-ї окремої механізованої бригади. 25 січня 2015-го на блокпосту в районі Мар'їнка — Курахове пізно увечері під час огляду стався вибух автомобіля — теракт, скоєний «смертником». Внаслідок вибуху Олександр Ливадар загинув на місці, ще один військовослужбовець зазнав важких поранень та помер у лікарні.
Без Олександра лишились мама Ірина Павлівна та сестра Наталія.
29 січня 2015 року в Доманівці відбулася громадянська панахида. Похований в селі Забари.

## Нагороди та вшанування
- Указом Президента України № 170/2016 від 25 квітня 2016 року, «за особисту мужність і високий професіоналізм, виявлені у захисті державного суверенітету та територіальної цілісності України, вірність військовій присязі», нагороджений орденом «За мужність» III ступеня (посмертно)[1].
- Вшановується в меморіальному комплексі «Зала пам'яті», в щоденному ранковому церемоніалі 25 січня[2][3].